# Pete Seeger
Peter "Pete" Seeger, född 3 maj 1919 i New York, död 27 januari 2014 i New York, var en amerikansk sångare, banjospelare, gitarrist och låtskrivare. Pete Seeger hade stor betydelse för den amerikanska politiska folkmusiken under 1950- och 1960-talen. Tre av hans mest kända låtar är "If I Had a Hammer", "Turn! Turn! Turn!", och "Where Have All the Flowers Gone" som har spelats in av många artister över hela världen, både inom och utanför folkmusikgenren.
Seeger har mottagit två Grammy Awards i kategorin "traditionella folkmusikalbum", 1997 för Pete och 2009 för At 89. 1993 tilldelades han Grammy Lifetime Achievement Award. Han valdes 1996 in i Rock and Roll Hall of Fame som en "tidig influens". 2011 tilldelades han återigen en Grammy i kategorin "bästa musikalbum för barn".

## Biografi

### Uppväxt
Pete Seegers far Charles Seeger var musikvetare som tidigt började att intressera sig för icke-västerländsk musik. Petes halvsyskon, Mike och Peggy hade också framgångsrika karriärer. Mike Seeger bildade New Lost City Ramblers. Pete Seeger studerade vid Avon Old Farms i Connecticut och därefter på Harvard University tills han lämnade universitetet i mitten av 1930-talet under sitt andra studieår. 1935 fick han ett stipendium att delta i det idealistiska ungdomsläget Camp Rising Sun, i Rhinebeck i New York.
I slutet av 1930-talet och under det tidiga 1940-talet, efter att Seeger hade avbrutit sina journaliststudier vid Harvard, träffade och influerades han av många framstående musiker som till exempel Woody Guthrie och Leadbelly. Han träffade Guthrie vid en "Grapes of Wrath-konsert" för kringflackande arbetare och de båda påbörjade därefter sitt musikaliska samarbete.
1943 gifte han sig med Toshi-Aline Ohta. Pete och Toshi fick tre barn, Danny, Meka och Tinya. Toshi dog den 9 juli 2013, endast 9 dagar före hennes och Petes sjuttionde bröllopsdag 

### Musikerkarriär

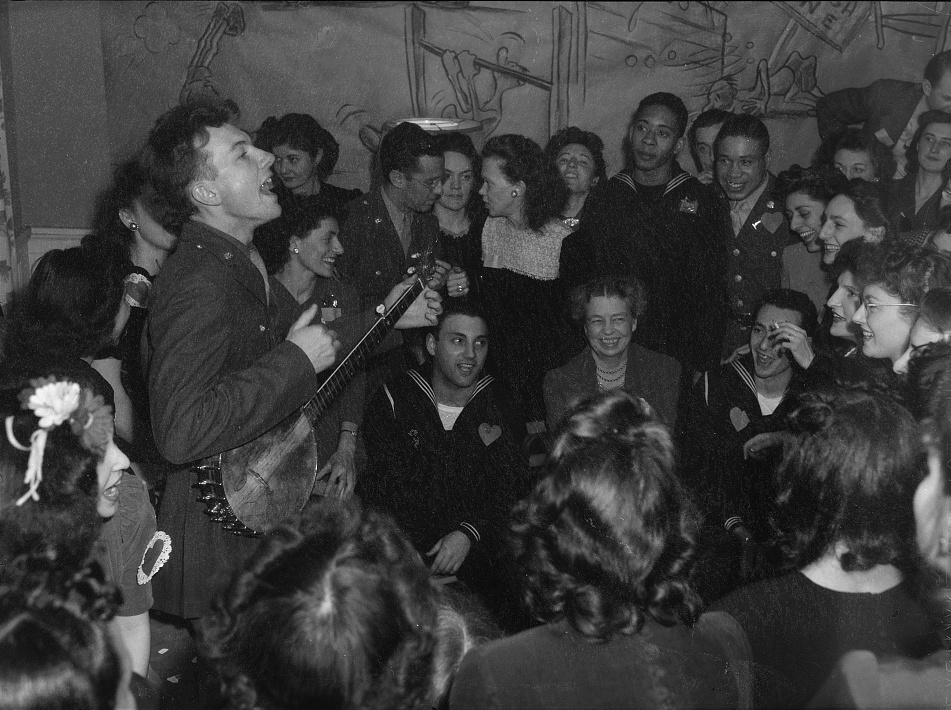
Pete Seeger, 1944.

Seeger var under 1940-talet med och grundade folkmusikgrupperna Almanac Singers, med Millard Lampell, Lee Hays och Woody Guthrie, och The Weavers, med Lee Hays, Fred Hellerman och Ronnie Gilbert. The Weavers hade stora hits i början av 1950-talet innan de svartlistades under McCarthyismen. I augusti 1955 kallades han inför rätta för att vittna inför kommittén för oamerikanska aktiviteter (HUAC) där han vägrade att namnge personliga och politiska organisationer med hänvisning till att det var ett brott mot hans rättigheter enligt det första tillägget i den amerikanska konstitutionen.
Seeger började en solokarriär 1958 och är känd för låtar som "If I Had a Hammer" (skriven tillsammans med Lee Hays), "Turn, Turn, Turn" (efter Predikaren i Gamla testamentet) och "We Shall Overcome" (baserad på en andlig sång).

### Utveckling av banjon
1948 skrev Seeger den första versionen av sin klassiska How to Play the Five-String Banjo, en bok som har fått många musiker att börja spela banjo. Han fortsatte med att utveckla den långhalsade banjon, eller Seegerbanjon som den också kallas som är tre greppband längre än en vanlig banjo och stämd en liten ters lägre.

### Folkrörelsen
Seeger fick inflytande på 1960-talets folkrörelse i Greenwich Village. Han hjälpte till att grunda Broadside Magazine och Sing Out. För att beskriva den nya tidens folksångare, där många sånger hade en politisk inriktning, skapade han begreppet "Woody's children" (Woodys barn) med syftning på Woody Guthrie som vid den tiden hade blivit en legendarisk person. Han sjöng, och förknippades, ofta med sången "Joe Hill".
I mitten av 1960-talet var han värd för en folkmusikshow i TV som hette Rainbow Quest och som hade inbjudna musiker som spelade traditionell folkmusik. Bland gästerna fanns Johnny Cash, June Carter, The Stanley Brothers och Doc Watson.
Han var en tidig försvarare av Bob Dylan men tyckte inte om det förvrängda elektriska soundet (distorsionen) som Dylan hade under 1965 års Newport Folk Festival, särskilt som det var svårt att höra texterna som han sjöng. Det finns många olika historier om vad som exakt utspelade sig. Vissa hävdar att Seeger faktiskt försökte att koppla ur utrustningen. Hans egen version var att när ljudteknikern vägrade att minska distorsionen sa Seeger: "Fan, om jag hade en yxa skulle jag hugga av kabeln".

### Låtskrivare

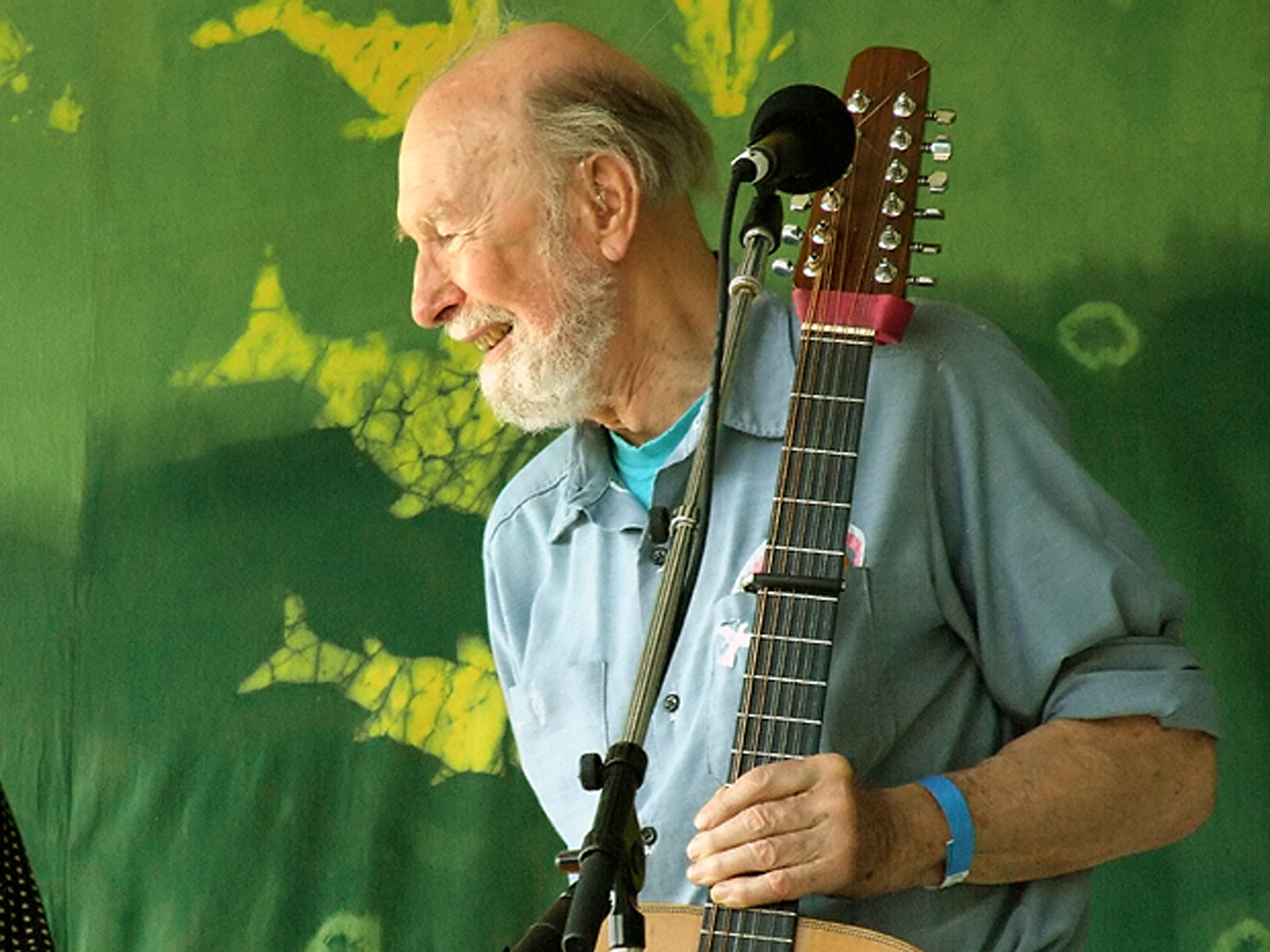
Pete Seeger, 2007.

Seegers skrev många sånger som framgångsrikt spelats in av andra artister och grupper. "Where Have All the Flowers Gone" blev en hit för The Kingston Trio (1962), Marlene Dietrich, som spelade in den på engelska, tyska och franska (1962) och Johnny Rivers (1965). "If I Had a Hammer" blev en hit för Peter, Paul & Mary (1962) och Trini Lopez (1963) medan The Byrds fick stora framgångar med "Turn, Turn, Turn" i mitten av 1960-talet. 
Till andra artister som gjort covers på Pete Seegers låtar hör Bob Dylan och Bruce Springsteen. Springsteen inspirerades av Seegers musik till att 2006 spela in albumet We Shall Overcome: The Seeger Sessions.

### Sagoberättare
Pete Seeger uppträdde på senare år sällan offentligt men under ett flertal år framträdde han på National Storytelling Festival i Jonesborough i Tennessee där han berättade sagor för barn.

### Död
Pete Seeger avled den 27 januari 2014, vid 94 års ålder.

## Politiska åsikter
Seeger blev känd för sina starka politiska åsikter och sitt engagemang i de politiska vänsterorganisationerna, däribland USA:s kommunistiska parti. Hans politiska motståndare kallade honom nedsättande namn som till exempel "Stalins sångfågel", medan han av anhängare benämnts "Amerikas stämgaffel" (America's tuning fork) och "Ett levande helgon" (Zollo 2005). 

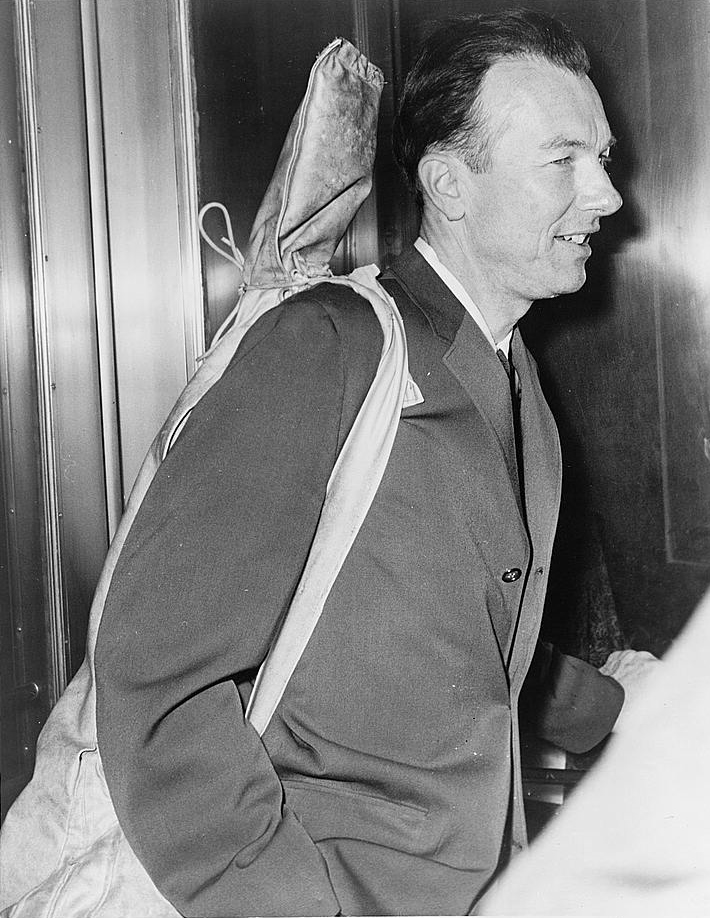
Pete Seeger under rättegången mot honom då han dömdes till fängelse för "förakt för kongressen", 1961.

Seeger anslöt sig till USA:s kommunistiska ungdomsförbund (Young Communist League, YCL) 1936, då han var 17 år gammal, och 1942 gick han över till USA:s kommunistiska parti (Communist Party USA, CPUSA). Seegers och The Almanac Singers antikrigsalbum Songs for John Doe från maj 1941 följde partiets, efter Molotov-Ribbentrop-paktens undertecknande, pacifistiska linje, och på albumet kritiserades vad man ansåg vara president Franklin D. Roosevelts krigshets och svaga stöd för arbetares rättigheter skarpt. Den 22 juni 1941, endast ett par månader efter Songs for John Does utgivning, bröt dock Nazityskland pakten och invaderade Sovjetunionen. Albumets pacifism ansågs då föråldrad; skivan togs snabbt bort från försäljningsdiskarna och de flesta exemplaren förstördes, och idag finns endast ett fåtal kopior kvar. Det följande året gav Seeger och The Almanac Singers ut albumet Dear Mr. President, där de bl.a. i titelspåret ställde sig bakom USA:s deltagande i andra världskriget och uppmanade till samarbete med Roosevelt i kampen mot Hitler, och ett åsidosättande av de stora meningsskiljaktigheterna i andra politiska frågor tills Hitler var besegrad och kriget över. Under kriget tjänstgjorde Seeger i USA:s armé i Stilla havet, till en början som flygplansmekaniker innan han fick i uppgift att underhålla de amerikanska trupperna med musik.
Under det spanska inbördeskriget hade Seeger gett sitt stöd åt den republikanska sidan. 1943 spelade Seeger, tillsammans med Tom Glazer och Bess och Baldwin Hawes, in albumet Songs of the Lincoln Batallion som innehöll republikanska sånger från kriget, bl.a. "There's a Valley in Spain called Jarama" och "Viva la Quince Brigada". Albumets titel åsyftade Abraham Lincoln-brigaden, en grupp volontärer från USA som stridit mot Franco med de internationella brigaderna i inbördeskriget. 1960 återutgavs sångerna från Songs of the Lincoln Batallion på den ena sidan av albumet Songs of the Lincoln and International Brigades av Folkways Records; på den andra sidan fanns sånger framförda av den tyske kommunisten och sångaren Ernst Busch och Thälmann-bataljonens kör, inspelade i Barcelona under kriget och ursprungligen utgivna på albumet Six Songs for Democracy 1940.
I presidentvalet 1948 gav Seeger sitt stöd till den f.d. vicepresidenten Henry A. Wallace, som kandiderade för Progressiva partiet. Seeger lämnade CPUSA 1949, men fortsatte under hela sitt liv att kämpa för medborgerliga rättigheter och arbetarrättigheter, internationell solidaritet och militär nedrustning samt mot rasism och andra sociala orättvisor, och behöll god kontakt med många medlemmar i partiet. 
Likt många andra amerikanska kulturarbetare under McCarthy-eran kallades Seeger 1955 för att vittna inför det amerikanska representanthusets utskott mot "oamerikansk verksamhet", House Un-American Activities Committee (HUAC). Seeger kom till förhöret med sin banjo och lovade att framföra all musik han någonsin sjungit, men vägrade svara på kommitténs frågor om hans politiska övertygelse, som han påpekade inskränkte på hans medborgerliga rättigheter. Därför åtalades han för "förakt för kongressen" i mars 1957. I mars 1961 dömdes han till fängelse, men frigavs i maj 1962 efter att ha överklagat domen. Han var dock svartlistad från att framträda i amerikansk tv till slutet av 1960-talet.
Seeger blev allmänt känd 1967 och 1968 för sin sång "Waist Deep in the Big Muddy", som handlade om en kapten i den amerikanska armén, "en stor dåre" ("a big fool"), som drunknade då han ledde sin pluton under en övning i Louisiana under andra världskriget. Seeger framförde sången på Smothers Brothers Comedy Hour efter diskussioner med CBS om att sångtexten skulle vara obehaglig. Även om sången klipptes bort från showen i september 1967 återvände han i januari 1968 och sjöng hela sången. Den var en anklagelse mot USA under Lyndon B. Johnsons ledning under det pågående Vietnamkriget. "Waist Deep in the Big Muddy" är inkluderad i CD-samlingen Pete Seeger's Greatest Hits från 2002. En annan text riktad mot Lyndon B. Johnson kan höras i Seegers framförande av Len Chandlers "Beans in My Ears" på albumet Dangerous Songs!?, där han anklagar "Mrs. Jay's little son Alby" för att ha bönor i örat och inte lyssna till andra människor. Alby Jay är menat att låta som LBJ, Lyndon B. Johnsons initialer.
Seeger var involverad i miljöorganisationen Clearwater Group som han grundade 1966. Organisationen har sedan dess arbetat med att belysa utsläppen i Hudsonfloden och för att få den renare. Som en del av den insatsen byggdes slupen Clearwater 1969 som regelbundet seglar på floden som ett klassrum, scen och laboratorium med en besättning som arbetar ideellt. Clearwater Festival är en årlig tvådagarskonsert som hålls på stränderna vid floden i Croton Point i New York.